# Serie 3200 de CP
La Serie 3200 fue un tipo de automotor a tracción eléctrica al servicio de la empresa pública que gestiona el transporte ferroviario en Portugal - CP (Comboios de Portugal). Todas las unidades fueron remodeladas, transformándola en la Serie 3250 de CP.
Año de entrada en servicio: 1959
N.º de unidades construidas: 13 
Ancho de vía: 1668 mm
Voltaje: 1500 V